# 渋谷隆一
渋谷 隆一（澁谷隆一、しぶや りゅういち、1930年2月23日 - ）は、日本の経済史学者、駒澤大学名誉教授。
東京生まれ。1957年早稲田大学大学院商学研究科博士課程満期退学。1965年「資本主義の発展と高利貸資本 貸金業の実証的研究」で東北大学経済学博士。農林省農業総合研究所研究員、1966年駒澤大学経済学部助教授、教授。2000年定年、名誉教授。日本の金融業の歴史を研究した。

## 著書
- 『高利貸金融の展開構造』日本図書センター 2000
- 『庶民金融の展開と政策対応』日本図書センター 2001

### 共編著
- 『明治期日本特殊金融立法史』編著 早稲田大学出版部 1977
- 『質屋年表』鈴木亀二共編 全国質屋組合連合会近代質屋業史編纂委員会 1978
- 『サラリーマン金融の実証的研究 歴史・現状・立法』編 日本経済評論社 1979
- 『日本の質屋 近世・近代の史的研究』鈴木亀二,石山昭次郎共著 早稲田大学出版部 1982
- 『明治期日本全国資産家・地主資料集成』編 柏書房 1984
- 『大正昭和日本全国資産家・地主資料集成』編 柏書房 1985
- 『史料経済調査会』波形昭一共編 国書刊行会 経済政策史料集成 1987
- 『史料帝国経済会議』伊牟田敏充共編 国書刊行会 経済政策史料集成 1987
- 『大正期日本金融制度政策史』編著 早稲田大学出版部 1987
- 『都道府県別資産家地主総覧』編 日本図書センター 1988-99
- 『地方財閥の展開と銀行』加藤隆,岡田和喜共編 日本評論社 1989
- 『資本主義の発展と地方財閥 荘内風間家の研究』森武麿,長谷部弘共著 現代史料出版 2000
- 『近代日本金融史文献資料集成』第1-5巻 麻島昭一共監修 麻島昭一共編 日本図書センター 2002